# Timur Taimazov
Timur Borissovitch Taimazov (em ucraniano:  Тимур Борисович Таймазов; 8 de setembro de 1970 em Noguir, Ossétia do Norte-Alânia, Rússia) é um ucraniano, campeão mundial e olímpico em halterofilismo.
Ele definiu seis recordes mundiais — dois no arranque, dois no arremesso e dois no total combinado, na categoria até 108 kg (pesado). Seus recordes foram:
| Data       | Disciplina | Marca    | Classe de peso | Lugar    |
| ---------- | ---------- | -------- | -------------- | -------- |
| 08.05.1994 | Arremesso  | 235,5 kg | Pesado         | Istambul |
| 08.05.1994 | Total      | 430 kg   | Pesado         | Sokolov  |
| 26.11.1994 | Arranque   | 198 kg   | Pesado         | Istambul |
| 26.11.1994 | Arranque   | 200 kg   | Pesado         | Istambul |
| 26.11.1994 | Total      | 435 kg   | Pesado         | Istambul |
| 29.07.1996 | Arremesso  | 236 kg   | Pesado         | Atlanta  |